# Cantó de Llemotges Carnot
El cantó de Llemotges Carnot és un cantó francès del departament de l'Alta Viena, situat al districte de Llemotges. És format per part del municipi de Llemotges.

## Municipis
- Llemotges

## Història
| Data d'elecció                           | Identitat         | Partit        | Qualitat |
| ---------------------------------------- | ----------------- | ------------- | -------- |
| 19676-1979                               | M. Normand        | PS            |          |
| 1979-1992                                | Jacques Chevassus | PS            |          |
| 1992-1998                                | Gérard Janicot    | RPR           |          |
| 1998-                                    | Jacques Rousseau  | Divers gauche |          |
| les dades anteriors no són pas conegudes |                   |               |          |
|                                          |                   |               |          |

## Demografia
| 1962 | 1968 | 1975 | 1982 | 1990  | 1999  | 2006  |
| ---- | ---- | ---- | ---- | ----- | ----- | ----- |
| -    | -    | -    | -    | 8.976 | 9.147 | 9.482 |